# Список фильмов Великобритании 1991 года

## 1991
| Название                              | Режиссёр         | Актёры                                                | Жанр               | Также                                                    |
| ------------------------------------- | ---------------- | ----------------------------------------------------- | ------------------ | -------------------------------------------------------- |
| 1991 год в кино                       |                  |                                                       |                    |                                                          |
| Американские друзья                   | Тристрам Пауэлл  | Пейлин, Майкл, Конни Бут, Альварадо, Трини            | Комедия            |                                                          |
| Баллада о печальном кафе              | Кэллоу, Саймон   | Редгрейв, Ванесса, Кэррадайн, Кит                     | Драма              | Участвовал в 41-й Берлинском международном кинофестивале |
| Вой 6: Уродцы                         | Хоуп Перелло     | Брендан Хьюджес, Брюс Мартин Пэйн                     | Фильм ужасов       |                                                          |
| Закрой мои глаза                      | Поляков, Стивен  | Рикман, Алан, Оуэн, Клайв, Ривз, Саския               | Драма              |                                                          |
| Книги Просперо                        | Гринуэй, Питер   | Гилгуд, Джон, Блан, Мишель, Юзефсон, Эрланд           | Исторический       | по пьесе Уильяма Шекспира «Буря»                         |
| Кулак блондинки                       | Фрэнк Клэрк      | Марджи Кларк, Бейкер, Кэрролл, Кен Хатчинсон          | Спортивная драма   |                                                          |
| Лондон, который меня убивает          | Курейши, Ханиф   | Джастин Чадвик, Макинтош, Стивен                      | Комедия            |                                                          |
| Молодые блюзовые бунтари              | Исаак Жюльен     | Оконедо, Софи, Джейсон Дарр, Франсез Барбер           | Драма              |                                                          |
| Папа должен похудеть                  | Питер Ричардсон  | Колтрейн, Робби, Д’Анджело, Беверли, Гетти, Бальтазар | Комедия            |                                                          |
| Песня Бадди                           | Клод Уочем       | Долтри, Роджер, Хоукс, Чесни                          | Драма/комедия      |                                                          |
| Под подозрением                       | Саймон Мур       | Нисон, Лиам, Сан Джакомо, Лора , Крэнем, Кеннет       | Детектив           |                                                          |
| Пусть получит своё                    | Медак, Питер     | Экклстон, Кристофер, Кортни, Том                      | Криминальны фильм  |                                                          |
| Робин Гуд                             | Ирвин, Джон      | Бергин, Патрик, Турман, Ума, Краббе, Йерун            | Приключения        |                                                          |
| Страх темноты                         | Марк Пеплой      | Фокс, Джеймс, Ардан, Фанни                            | Драма              | совместно с Францией                                     |
| Там, где даже ангелы боятся появиться | Чарльз Старридж  | Грейвс, Руперт, Миррен, Хелен, Бонэм Картер, Хелена   | Литературная драма | По новелле Форстера                                      |
| Травяная арена                        | Джилиес МаКиннон | Постлетуэйт, Пит, Линси Бакстер                       | Драма              |                                                          |
| Услышьте мою песню                    | Челсом, Питер    | Адран Данбар, Фицджеральд, Тара, Битти, Нед           | Драма/комедия      | Создан по биографии ирландского певца Джозефа Локе       |
| Эдуард II                             | Джармен, Дерек   | Вэддингтон, Стивен, Тильда Суинтон, Тирнан, Эндрю     | Историческая драма |                                                          |
| Экспромт                              | Лэпин, Джеймс    | Дэвис, Джуди, Грант, Хью                              | Драма              |                                                          |